# دو برادر (فیلم)
دو برادر (انگلیسی: The Two Brothers) یک فیلم در ژانر وسترن و صامت به کارگردانی دی. دبلیو. گریفیث است که در سال ۱۹۱۰ منتشر شد.

## بازیگران
- آرتور وی جانسون
- مری پیکفورد
- مک سنت
- دل هندرسون
- کیت بروس
- ماریون لئونارد
- چارلز وست
- هنری بی. والتهال
- ویلیام کریستی میلر
- آرت اکورد
- لیندا آرویدسون
- فلورنس بارکر
- گرترود کلیر
- هوت گیبسون
- جرج نیکولز
- آلفرد پیجت
- مری پیکفورد
- بیلی کورک